# I baci vietati
I baci vietati è un brano musicale del gruppo musicale italiano Perturbazione in duetto con il cantante italiano Luca Carboni. È il quarto singolo estratto il 17 ottobre 2014 dall'album Musica X del 2013.

## Il brano
Il testo e la musica sono stati scritti dai Perturbazione.

## Il video
Il videoclip è stato diretto da Lorenzo Vignolo e girato a Roma il 22 settembre 2014.
Viene reso disponibile il 20 ottobre 2014 sul sito Internet de La Repubblica.
Crediti
- Regia: Lorenzo Vignolo
- Produzione Esecutiva: Vertigo SAS
- Produttore esecutivo: Fabio Lombardelli
- Line Producer. Vittoria Passalacqua
- Assistente di produzione: Stella Cutigni
- Direttore della fotografia: Marco De Giorgi
- Assistente alla fotografia: Simone Nocchi
- Scenografia e Arredamento: Tiziana Amicuzi
- Stylist: Federico Zaccone
- Assistente al montaggio: Domitilla Pattumelli

## Tracce
Download digitale
1. I baci vietati (con Luca Carboni)